# 大叶大蒜芥
大叶大蒜芥（学名：Sisymbrium polymorphum var. latifolium）为十字花科大蒜芥属下的一个变种。

## 扩展阅读
- 維基物種上的相關：大叶大蒜芥